# Amr Musa
Amr Mahmud Musa (arab.:عمرو محمد موسى, ur. 3 października 1936 w Kairze) – egipski dyplomata.
W 1957 roku ukończył prawo na Uniwersytecie Kairskim, a w 1958 roku rozpoczął pracę w służbie dyplomatycznej. Był m.in. ambasadorem Egiptu w Indiach oraz stałym przedstawicielem tego państwa przy Organizacji Narodów Zjednoczonych. Pełnił również funkcję ministra spraw zagranicznych w latach 1991-2001. Od 1 lipca 2001 do 1 lipca 2011 roku był Sekretarzem Generalnym Ligi Państw Arabskich.

## Wybory Prezydenckie w Egipcie w 2012 roku
W wyborach prezydenckich Amr Musa był niezależnym kandydatem na prezydenta Egiptu. W pierwszej turze wyborów prezydenckich, które odbyły się w dniach 23 i 24 maja 2012 roku uzyskał 11,13% głosów nie przechodząc do drugiej tury.

## Odznaczenia
- Wielka Wstęga Orderu Wschodzącego Słońca – Japonia, 2023[1]